# الرؤية المحيطية

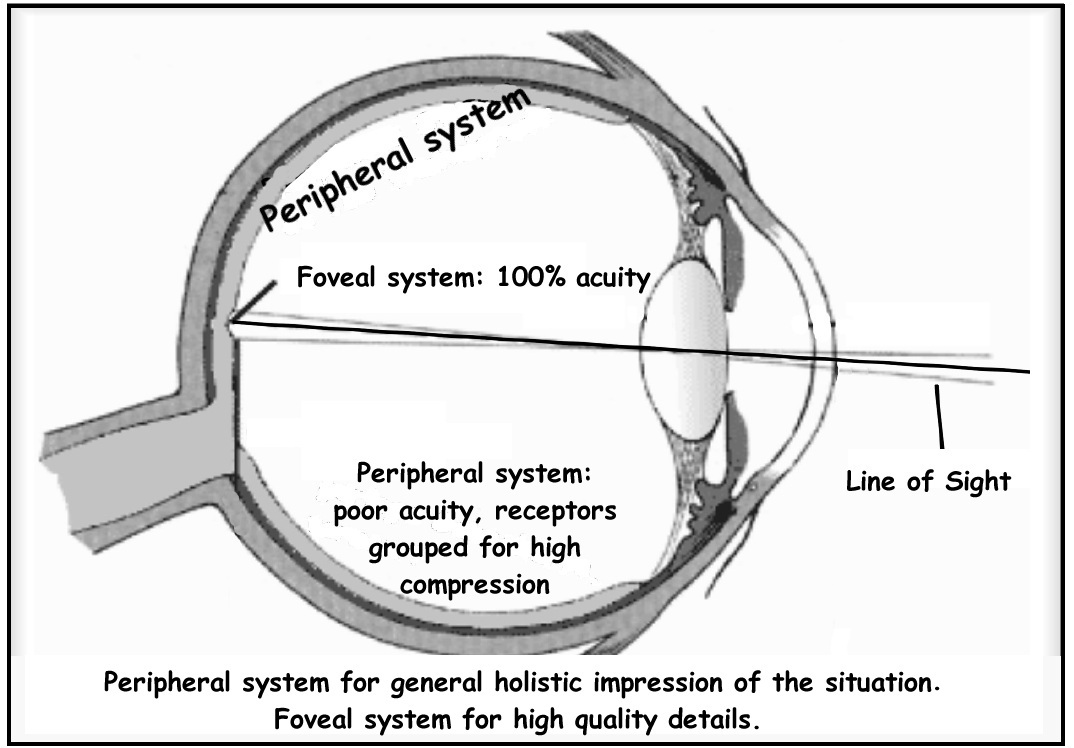

الرؤية المحيطية (بالإنجليزية Peripheral vision)، أو الرؤية غير المباشرة هي رؤية ما يقع خارج نقطة تثبيت النظر، أي بعيدًا عن مركز الرؤية. يضم مفهوم الرؤية المحيطية الغالبية العظمى من مساحة الساحة البصرية. تشير «الرؤية المحيطية البعيدة» إلى المنطقة الواقعة على أطراف الساحة البصرية، وتشير الرؤية «نصف المحيطية» إلى المنطقة المتوسطة اللامركزية. تشير الرؤية «قرب محيطية» إلى الساحة البصرية الملاصقة لمركز الرؤية، ويشار إليها أحيانًا بمصطلح «الرؤية جانب المركزية».

## الحدود

### الحدود الداخلية
يمكن تحديد الحدود الداخلية للرؤية المحيطية وفق عدة طرق حسب الحالة. في اللهجات العامية، يُستخدم مصطلح «الرؤية المحيطية» للإشارة إلى «الرؤية المحيطية البعيدة» من الناحية التقنية. هي رؤية خارج مجال الرؤية التجسيمية، يمكن تصور أنها محدودة في المركز بدائرة نصف قطرها الزاوي 60 درجة أو قطرها الزاوي 120 درجة متمركزة حول نقطة التثبيت (النقطة التي توجه لها الرؤية مباشرة). ولكن، في الاستخدام الشائع، قد تشير الرؤية المحيطية أيضًا إلى المنطقة الواقعة خارج دائرة نصف قطرها الزاوي 30 درجةً أو قطرها الزاوي 60 درجةً.
في المجالات المرتبطة بالرؤية، مثل الفسيولوجيا أو طب العيون أو تصحيح البصر أو علم البصريات عمومًا، تُعرف حدود الرؤية المحيطية بشكل أكثر تحديدًا فيما يتعلق بأحد المناطق التشريحية المختلفة للشبكية المركزية، وخصوصًا النقرة واللطخة.
النقرة (الحفرة): هي انخفاض بشكل قطعة النقود في الشبكية المركزية، يقيس قطرها 1.5 ملم، ويوافق زاويةً قدرها 5 درجات من الساحة البصرية. الحدود الخارجية للنقرة واضحة تحت المجهر الضوئي أو بتقنيات التصوير المجهري مثل التصوير المقطعي للترابط البصري أو الرنين المغناطيسي المجهري. عند فحص النقرة عبر الحدقة كما يحدث في فحص العين (باستخدام منظار قعر العين أو تصوير الشبكية) تمكن رؤية الجزء المركزي منها فقط. يشير خبراء التشريح إلى هذا الجزء باسم النقرة السريرية، ومن المقبول أنها تتوافق مع النقيرة التشريحية، وهي بنية بقطر 0.35 ملم توافق زاوية قدرها درجة واحدة من الساحة البصرية. في السياق السريري، يشار عادةً إلى الجزء المركزي من النقرة بمصطلح «النقرة» فقط.
فيما يتعلق بحدة البصر، تُعرف الرؤية النقرية (المركزية) بأنها استخدام الجزء من الشبكية الذي تبلغ حدة البصر فيه 20\20 على الأقل (6\6 بالقياس المتري أو 0.0 على لوح لوغمار، وعالميًا 1.0) ويوافق ذلك استخدام المنطقة النقرية اللاوعائية (إف إيه زد) التي يبلغ قطرها 0.5 ملم وتمثل زاوية قدرها 1.5 درجة من الساحة البصرية. تميل البنى المركزية للشبكية إلى أخذ الشكل البيضوي غير المنتظم، ورغم ذلك تظهر غالبًا بشكل مثالي وفق دوائر منتظمة، لذا يمكن تعريف الرؤية النقرية أيضًا بأنها الجزء المركزي الذي يوافق زاويةُ قدرها 1.5-2 درجة من الساحة البصرية. تُسمى الرؤية في منطقة النقرة عادةً بالرؤية المركزية في حين تسمى الرؤية خارج منطقة النقرة أو حتى خارج النقيرة بالرؤية المحيطية أو الرؤية غير المباشرة.
ثمة منطقة حلقية الشكل تحيط بالنقرة تُعرف بالمنطقة جانب النقرة، تمنح هذه المنطقة شكلًا وسطيًا (بينيًا) من الرؤية يدعى الرؤية جانب المركزية. يبلغ قطر المنطقة جانب النقرة 2.5 ملم ممثِّلة بذلك زاويةً قدرها 8 درجات من الساحة البصرية.
اللطخة هي ثاني أكبر منطقة في الشبكية، وتُعرف بامتلاكها طبقتين من العقد العصبية على الأقل (حزم من الأعصاب والعصبونات)، ومن المقبول أنها تحدد الفاصل بين الرؤية المركزية والمحيطية (ولكن ذلك موضع جدل). يختلف تقدير حجم اللطخة، ويُقدر قياسها بما يقارب 6-10 درجات (توافق أبعادًا قدرها 1.7-2.9 ملم) وقد تصل حتى 17 درجة (2.5 ملم) من الساحة البصرية. هذا المصطلح شائع بين العامة نتيجة الانتشار الواسع للتنكس البقعي (إيه إم دي) في الأعمار المتقدمة، الذي تنعدم فيه الرؤية المركزية. عندما تفحص اللطخة عبر الحدقة كما يحدث في فحص العين، يظهر فقط الجزء المركزي منها، يعرف خبراء التشريح هذا الجزء باللطخة السريرية (ويعرف في الممارسة السريرية باللطخة فقط). ويعتقد أن هذه المنطقة الداخلية توافق النقرة التشريحية.